# Gentleman (chanson de Psy)
Pour les articles homonymes, voir Gentleman (homonymie).
Singles de Psy
Gangnam Style
(2012) Hangover
(2014)
Gentleman (stylisé en GENTLEMAN) est un single K-pop du musicien sud-coréen Psy, sorti le 12 avril 2013. Il fait suite à son tube international Gangnam Style qui, au moment de la sortie de Gentleman, a été visionné sur YouTube 1,5 milliard de fois . La première performance publique de la chanson, avec sa chorégraphie associée a été faite à 18 h 30 (heure locale) au stade de la Coupe du monde de Séoul, lors d'un concert réunissant plus de 50 000 spectateurs,,. Comme la plupart des singles de PSY, la chanson est interprétée dans un mélange de coréen et d'anglais. Une affiche avait été dévoilée peu avant la sortie du single. Celle-ci contenant la ligne principale de la chanson « I'm a mother fxxxxx gentleman », avec le terme « fuckin » transformé en « father » afin de se moquer de l'injure et de toute la censure qu'elle peut engendrer. Le clip a été filmé entre janvier et mars 2013 et a été dévoilé un jour après le single. Diffusé en direct sur YouTube, le concert appelé Happening a été suivi par plus de 150 000 internautes, tandis que le clip a été vu plus de 38 millions de fois en 24 heures et 67 millions de fois en 48 heures.

## Paroles
Quand la chanson a été présentée, le quotidien britannique The Independent a rapporté qu'« une bande-annonce venait d'être postée par lien sur le Twitter de Psy et comportait un rythme en bruit sourd avec les paroles répétées I'm a mother, father, gentleman ou motherfucker, suivant l'interprétation de l'accent de Psy » . La chanson comporte plus de paroles en anglais que Gangnam Style.

## Chorégraphie
Quelques jours avant la sortie du titre, PSY déclare : « Je ne peux rien vous dire sur la danse mais tous les Coréens la connaissent ». Il dévoile sa nouvelle chorégraphie, le 13 avril, lors de son concert au stade de la Coupe du monde de Séoul. Elle est largement inspirée de celle du titre Abracadabra du groupe coréen Brown Eyed Girls.

## Sortie
Afin de donner suite à Gangnam Style, Psy avait prévu à l'origine une chanson intitulée Assarabia, qui est un argotique coréen pour « oh ouais ! », mais a changé de cap en se rendant compte que la chanson pourrait être offensante pour les auditeurs arabes. Psy a d'abord annoncé l'arrivée prochaine d'un nouveau single par Twitter le 8 mars. Une fois publiée, la chanson était destinée à être mise à disposition pour les fans coréens en premier. La chanson est sortie à minuit le 12 avril, mondialement. Beaucoup de gens qui cherchaient à accéder à la chanson en ligne au début ont été bloqués par la maison de disques de Psy, Universal, mais Time rapporta que d'autres ont pu accéder à la chanson prématurément. Lorsqu'on lui a demandé pourquoi il a sorti la chanson un jour avant son concert Happening, le chanteur a déclaré via Twitter « parce que nous allons la chanter ensemble ».
La chanson remporte le record du livre Guinness des records pour le plus grand nombre de vues d'une vidéo en ligne en 24 heures, à savoir 38 millions.

## Classements
| Classement (2013)                       | Meilleure position |
| --------------------------------------- | ------------------ |
| Allemagne (Media Control AG)            | 12                 |
| Australie (ARIA)                        | 15                 |
| Autriche (Ö3 Austria Top 40)            | 7                  |
| Belgique (Flandre Ultratop 50 Singles)  | 2                  |
| Belgique (Wallonie Ultratop 50 Singles) | 2                  |
| Canada (Hot 100)                        | 9                  |
| Corée du Sud (Gaon International)       | 1                  |
| Danemark (Tracklisten)                  | 3                  |
| Écosse (OCC)                            | 8                  |
| Espagne (PROMUSICAE)                    | 7                  |
| États-Unis (Digital Songs)              | 20                 |
| États-Unis (Hot 100)                    | 5                  |
| États-Unis (Dance Club Songs)           | 33                 |
| États-Unis (Rap Songs)                  | 3                  |
| Finlande (Suomen virallinen lista)      | 2                  |
| France (SNEP)                           | 11                 |
| Irlande (IRMA)                          | 13                 |
| Islande (Tónlist)                       | 15                 |
| Italie (FIMI)                           | 9                  |
| Japon (Hot 100)                         | 51                 |
| Norvège (VG-lista)                      | 13                 |
| Nouvelle-Zélande (RMNZ)                 | 10                 |
| Pays-Bas (Nederlandse Top 40)           | 15                 |
| Pays-Bas (Single Top 100)               | 8                  |
| Tchéquie (IFPI Rádio)                   | 21                 |
| Royaume-Uni (UK Singles Chart)          | 10                 |
| Slovaquie (IFPI Rádio)                  | 42                 |
| Suède (Sverigetopplistan)               | 8                  |
| Suisse (Schweizer Hitparade)            | 3                  |

### Certifications
| Pays      | Organisme | Certification | Vente  |
| --------- | --------- | ------------- | ------ |
| Australie | ARIA      | Or            | 35 000 |
| Danemark  | IFPI      | Platine       | 30 000 |
| Suède     | GLF       | Platine       | 40 000 |
| Italie    | FIMI      | Or            | 15 000 |